# Сашо Удович
Сашо Удович (словен. Sašo Udovič, нар. 12 грудня 1968, Любляна) — словенський футболіст, нападник.
Насамперед відомий виступами за клуби «Беверен» та «Лозанна», а також за національну збірну Словенії.

## Клубна кар'єра
У дорослому футболі дебютував у 1989 році виступами за команду клубу «Хайдук» (Спліт), в якій провів два сезони, взявши участь лише в одному матчі чемпіонату.
Згодом з 1991 до 1993 року грав у складі команд клубів «Олімпія» (Любляна) та «Слован» (Коделєво).
Своєю грою за останню команду привернув увагу представників тренерського штабу бельгійського «Беверена», до складу якого приєднався у 1993 році. Відіграв за команду з Беверена наступні три сезони своєї ігрової кар'єри. Більшість часу, проведеного у складі «Беверена», був гравцем атакувальної ланки основного складу команди. Був одним з головних бомбардирів команди, маючи середню результативність на рівні 0,36 голу за гру першості.
У 1996 році уклав контракт із швейцарським клубом «Лозанна», у складі якого провів наступні три роки своєї кар'єри гравця. Граючи у складі «Лозанни» також здебільшого виходив на поле в основному складі команди.
Протягом 1999–2001 років грав в Австрії, захищав кольори команди клубу ЛАСК (Лінц).
Завершив професійну ігрову кар'єру у клубі «Лозанна», у складі якого вже виступав раніше. Повернувся до команди у 2001 році, захищав її кольори до припинення виступів на професійному рівні у 2002.

## Виступи за збірну
У 1993 році дебютував в офіційних матчах у складі національної збірної Словенії. Протягом кар'єри у національній команді, яка тривала 8 років, провів у формі головної команди країни 42 матчі, забивши 16 голів.
У складі збірної був учасником чемпіонату Європи 2000 року у Бельгії та Нідерландах.

## Титули і досягнення
- Володар Кубка Югославії (1):

Хайдук (Спліт): 1990-91
- Чемпіон Словенії (1):

Олімпія (Любляна): 1991-92
- Володар Кубка Швейцарії (2):

Лозанна: 1997-98, 1998-99
- Найкращий бомбардир Чемпіонату Словенії (1):

Слован Мавриця (Любляна): 1992-93